# RKSV Sittardia in het seizoen 1960/61
Het seizoen 1960/1961 was het zevende jaar in het bestaan van de Sittardse betaaldvoetbalclub Sittardia. De club kwam uit in de Eerste divisie B en eindigde daarin op de vijfde plaats. Tevens deed de club mee aan het toernooi om de KNVB Beker, hierin werd in de tweede ronde verloren van RBC (0–2).

## Wedstrijdstatistieken

### Eerste divisie B
|       | Be Quick | Blauw-Wit | DHC   | EBOH  | Eindhoven | Excelsior | Go Ahead | 't Gooi | Heerenveen | Helmond | Heracles | RCH   | SHS   | SVV   | VSV   | Wageningen | ZFC   |
| ----- | -------- | --------- | ----- | ----- | --------- | --------- | -------- | ------- | ---------- | ------- | -------- | ----- | ----- | ----- | ----- | ---------- | ----- |
| Thuis | 2 – 2    | 2 – 4     | 0 – 2 | 2 – 0 | 2 – 1     | 2 – 3     | 2 – 1    | 5 – 2   | 2 – 1      | 2 – 0   | 4 – 3    | 3 – 2 | 2 – 1 | 1 – 0 | 2 – 1 | 3 – 2      | 0 – 0 |
| Uit   | 4 – 4    | 4 – 3     | 0 – 0 | 2 – 1 | 1 – 1     | 3 – 0     | 3 – 3    | 2 – 1   | 2 – 0      | 3 – 6   | 6 – 0    | 1 – 0 | 3 – 4 | 0 – 2 | 0 – 0 | 2 – 0      | 2 – 0 |

### KNVB Beker
| Groepsfase                                         | Sittardia                                | 2 – 0 (1 – 0) | Fortuna '54                                   |
| 14 augustus 1960 Plaats: Sittard Sittardia-terrein | Sef Dieteren 32' (pen.) Thei Huisman 65' |               |                                               |
| Groepsfase                                         | VVV                                      | 1 – 1 (1 – 0) | Sittardia                                     |
| 18 september 1960 Plaats: Venlo De Kraal           | Herman Teeuwen 30'                       |               | 73' Gerard Gruisen                            |
| Groepsfase                                         | De Valk                                  | 0 – 4 (0 – 1) | Sittardia                                     |
| 30 oktober 1960 Plaats: Valkenswaard Leenderweg    |                                          |               | Zef Brüll Piet Quix Bert Ehlen Gerard Gruisen |
| 1e ronde                                           | Sittardia                                | 1 – 0 (1 – 0) | Rapid JC                                      |
| 29 april 1961 Plaats: Sittard Sittardia-terrein    | Thei Huisman 20'                         |               |                                               |
| 2e ronde                                           | RBC                                      | 2 – 0 (1 – 0) | Sittardia                                     |
| 25 mei 1961 Plaats: Roosendaal De Luiten           | Benny van Hees Henk van de Ven 60'       |               |                                               |

## Statistieken Sittardia 1960/1961

### Eindstand Sittardia in de Nederlandse Eerste divisie B 1960 / 1961
| Stand | Gespeeld | Gewonnen | Gelijk | Verloren | Punten | Doelpunten voor | Doelpunten tegen |
| ----- | -------- | -------- | ------ | -------- | ------ | --------------- | ---------------- |
| 5e    | 34       | 15       | 7      | 12       | 37     | 61              | 63               |

### Topscorers
| #                 | Naam            | Goal |
| ----------------- | --------------- | ---- |
| 1.                | Gerard Gruisen  | 12   |
| 1.                | Piet Quix       | 12   |
| 3.                | Thei Huisman    | 11   |
| 4.                | Sef Dieteren    | 7    |
| 5.                | Leon Segers     | 6    |
| 6.                | Leo Wesolek     | 3    |
| 6.                | Sjiem Wilms     | 3    |
| 8.                | Chris Quix      | 2    |
| 8.                | Frans Rulkens   | 2    |
| 10.               | Ton Halderiet   | 1    |
| 10.               | Ad van der Weij | 1    |
| Onbekend doelpunt |                 |      |
| –                 | Onbekend        | 1    |
| Totaal            | Totaal          | 61   |

| #      | Naam           | Goal |
| ------ | -------------- | ---- |
| 1.     | Gerard Gruisen | 2    |
| 1.     | Thei Huisman   | 2    |
| 3.     | Zef Brüll      | 1    |
| 3.     | Sef Dieteren   | 1    |
| 3.     | Bert Ehlen     | 1    |
| 3.     | Piet Quix      | 1    |
| Totaal | Totaal         | 8    |